# The Ballad Collection
Albums de Boyz II Men
Evolution
(1997) Nathan Shawn Michael Wanya
(2000)
The Ballad Collection est une compilation de ballades enregistrées par le groupe de RnB/quiet storm Boyz II Men, sorti en 2000 sur le label Universal Records.

## Liste des titres
1. "On Bended Knee"
2. "Doin' Just Fine"
3. "Please Don't Go"
4. "End of the Road"
5. "It's So Hard to Say Goodbye to Yesterday"
6. "Can You Stand the Rain"
7. "Girl in the Life Magazine"
8. "One Sweet Day" (avec Mariah Carey)
9. "Four Seasons of Loneliness"
10. "Water Runs Dry"
11. "A Song for Mama"
12. "I'll Make Love to You"
13. "Your Home Is in My Heart" (avec Chante Moore)
14. "I Will Get There"
15. "Yesterday" [Version espagnole]
16. "End of the Road" [instrumental]
17. "So Amazing"